# Гейе, Пап
Пап Аласса́н Гейе́ (фр. Pape Alassane Gueye; род. 24 января 1999, Монтрёй) — сенегальский и французский футболист, опорный полузащитник клуба «Вильярреал» и сборной Сенегала.

## Карьера

### Клубная карьера
Родился в 1999 году в Монтрёе в семье выходцев из Сенегала. Начал заниматься футболом в клубе «Блан Менсил», откуда в 13 лет перешёл в академию «Гавра». За основной состав команды Гейе дебютировал 5 мая 2017 года в матче Лиги 2 против «Ньора». Он выступал за нормандский клуб до 2020 года, время от времени выходя на поле с капитанской повязкой. Игрок смог хорошо проявить себя, занимая позицию опорного полузащитника, и удостоился от прессы сравнений с Н’Голо Канте и Полем Погба.
29 апреля 2020 года стало известно, что Гейе не будет продлевать контракт с «Гавром» и летом присоединится к выступавшему в Английской Премьер-лиге «Уотфорду». Соглашение с новым клубом было рассчитано на 5 лет. Однако уже через 24 часа «Уотфорд» продал полузащитника в марсельский «Олимпик» за  €3 миллиона (£2,7 миллиона). Гейе заявил, что агент ввёл его в заблуждение, сказав, что его зарплата в Англии будет составлять £45,000 в неделю, а не £45,000 в месяц, как это прописано в контракте. В январе 2022 года ФИФА начала проверку обстоятельств трансфера футболиста и отстранила Папа от участия в соревнованиях, однако через несколько дней Спортивный арбитражный суд (CAS) отменил это решение.

### Карьера в сборной
В 2017 году Гейе выступал за юношеские сборные Франции до 18 и 19 лет, сыграв за них в общей сложности 10 матчей.
В 2021 году Пап решил принять вызов в сборную Сенегала, хотя ранее журналисты и тренеры предрекали ему вызов в главную команду Франции. В 2022 году Гейе стал победителем Кубка африканских наций в составе сенегальцев. На турнире он провёл 6 матчей.
11 ноября 2022 года был включён в официальную заявку сборной Сенегала для участия в матчах чемпионата мира 2022 года в Катаре. На турнире сыграл в матчах против сборных Нидерландов, Эквадора и Англии.

## Статистика выступлений

### Клубная статистика
| Клуб              | Сезон            | Чемпионат        | Чемпионат | Чемпионат | Кубок | Кубок | Кубок лиги | Кубок лиги | Еврокубки | Еврокубки | Другое | Другое | Всего | Всего |
| Клуб              | Сезон            | Лига             | Игры      | Голы      | Игры  | Голы  | Игры       | Голы       | Игры      | Голы      | Игры   | Голы   | Игры  | Голы  |
| ----------------- | ---------------- | ---------------- | --------- | --------- | ----- | ----- | ---------- | ---------- | --------- | --------- | ------ | ------ | ----- | ----- |
| Гавр              | 2016/17          | Лига 2           | 1         | 0         | 0     | 0     | 0          | 0          | —         | —         | —      | —      | 1     | 0     |
| Гавр              | 2017/18          | Лига 2           | 1         | 0         | 0     | 0     | 0          | 0          | —         | —         | —      | —      | 1     | 0     |
| Гавр              | 2018/19          | Лига 2           | 12        | 0         | 1     | 0     | 1          | 0          | —         | —         | —      | —      | 14    | 0     |
| Гавр              | 2019/20          | Лига 2           | 25        | 0         | 1     | 0     | 0          | 0          | —         | —         | —      | —      | 26    | 0     |
| Гавр              | Всего            | Всего            | 39        | 0         | 2     | 0     | 1          | 0          | —         | —         | —      | —      | 42    | 0     |
| Олимпик (Марсель) | 2020/21          | Лига 1           | 32        | 2         | 2     | 0     | —          | —          | 4         | 0         | 1      | 0      | 39    | 2     |
| Олимпик (Марсель) | 2021/22          | Лига 1           | 28        | 0         | 1     | 0     | —          | —          | 13        | 1         | —      | —      | 42    | 1     |
| Олимпик (Марсель) | 2022/23          | Лига 1           | 9         | 1         | 0     | 0     | —          | —          | 3         | 0         | —      | —      | 12    | 1     |
| Олимпик (Марсель) | Всего            | Всего            | 69        | 3         | 3     | 0     | —          | —          | 20        | 1         | 1      | 0      | 93    | 4     |
| Всего за карьеру  | Всего за карьеру | Всего за карьеру | 120       | 4         | 5     | 0     | 1          | 0          | 20        | 1         | 1      | 0      | 147   | 5     |

### Международная статистика
| Сборная          | Сезон            | Товарищеские | Товарищеские | Официальные | Официальные | Итого | Итого |
| Сборная          | Сезон            | Игры         | Голы         | Игры        | Голы        | Игры  | Голы  |
| ---------------- | ---------------- | ------------ | ------------ | ----------- | ----------- | ----- | ----- |
| Сенегал          |                  |              |              |             |             |       |       |
| 2021             | 0                | 0            | 1            | 0           | 1           | 0     |       |
| 2022             | 1                | 0            | 13           | 0           | 14          | 0     |       |
| Всего за карьеру | Всего за карьеру | 1            | 0            | 14          | 0           | 15    | 0     |

### Матчи за сборную
| №  | Дата             | Оппонент              | Счёт           | Голы | Карточки | Минуты | Соревнование              |
| -- | ---------------- | --------------------- | -------------- | ---- | -------- | ------ | ------------------------- |
| 1  | 14 ноября 2021   | Республика Конго      | 2:0            | —    | —        | 31'    | Отборочные матчи ЧМ-2022  |
| 2  | 10 января 2022   | Зимбабве              | 1:0            | —    | —        | 13'    | Финальные матчи КАН-2021  |
| 3  | 18 января 2022   | Малави                | 0:0            | —    | 75'      | 18'    | Финальные матчи КАН-2021  |
| 4  | 25 января 2022   | Кабо-Верде            | 2:0            | —    | —        | 82'    | Финальные матчи КАН-2021  |
| 5  | 30 января 2022   | Экваториальная Гвинея | 3:1            | —    | 18'      | 65'    | Финальные матчи КАН-2021  |
| 6  | 2 февраля 2022   | Буркина-Фасо          | 3:1            | —    | —        | 25'    | Финальные матчи КАН-2021  |
| 7  | 6 февраля 2022   | Египет                | 0:0 (пен. 4:2) | —    | —        | 54'    | Финальные матчи КАН-2021  |
| 8  | 25 марта 2022    | Египет                | 0:1            | —    | —        | 1'     | Отборочные матчи ЧМ-2022  |
| 9  | 29 марта 2022    | Египет                | 1:0 (пен. 3:1) | —    | —        | 39'    | Отборочные матчи ЧМ-2022  |
| 10 | 4 июня 2022      | Бенин                 | 3:1            | —    | —        | 67'    | Отборочные матчи КАН-2023 |
| 11 | 7 июня 2022      | Руанда                | 1:0            | —    | —        | 19'    | Отборочные матчи КАН-2023 |
| 12 | 24 сентября 2022 | Боливия               | 2:0            | —    | —        | 75'    | Товарищеский матч         |
| 13 | 21 ноября 2022   | Нидерланды            | 0:2            | —    | —        | 17'    | Финальные матчи ЧМ-2022   |
| 14 | 29 ноября 2022   | Эквадор               | 2:1            | —    | —        | 90'    | Финальные матчи ЧМ-2022   |
| 15 | 4 декабря 2022   | Англия                | 0:3            | —    | —        | 45'    | Финальные матчи ЧМ-2022   |

Итого: 15 матчей / 0 гол; 11 побед, 1 ничья, 3 поражения.

## Достижения

### Командные
Сборная Сенегала
- Обладатель Кубка африканских наций: 2021

### Награды
- Гранд-офицер Национального ордена Льва (Сенегал) (2022)